# التربيع العثماني
التربيع العثماني مصطلح يطلق على عملية مسح الأراضي المصرية التي أجراها الحكم العثماني ما بين عامي 930هـ - 932هـ (1524م - 1527م)، وبذلك حل التربيع العثماني محل الروك الشائع في العهد المملوكي.

## التاريخ
بعد دخول العثمانيين مصر أمر السلطان سليمان القانوني بعمل مساحة جديدة للأراضي المصرية في سنة 930 هـ، وتمت في ولاية سليمان باشا الخادم وبمباشرة الأمير كيوان(1) في سنة 933 هـ. وبسبب قلة المصادر المتخصصة في التربيع العثماني على عكس العهد المملوكي، أصبح كتاب وصف مصر المصدر الوحيد المعتمد لدراسة التربيع العثماني، حيث قام علماء الحملة الفرنسية على مصر بتدوين 16 إقليمًا إداريًا (ولايات) في مصر، نصفها في الوجه القبلي والنصف الآخر في الوجه البحري. لم يُعثر على دفاتر ترابيع سنة 933 هـ، لذا لجأ باحثون مثل محمد رمزي لمقارنة ما ورد في كتاب «وصف مصر» بما جاء في كتاب «التحفة السنية بأسماء البلاد المصرية» لابن الجيعان، وبما ورد في كتاب «تاج العروس» لمرتضى الزبيدي الرحّالة الذي جاب القُطر المصري من أقصاه إلى أقصاه، فأثبت قرى في كتابه لم ترد في الكتب التي سبقت العهد العثماني، ثم قارن ذلك بمخطوط وجده في دار المحفوظات بمنطقة القلعة عنوانه «دفتر أسماء نواحي الولايات في سنة 1224» بخط رجل يدعى إبراهيم الحصاري كتبه سنة 1224هـ/1809م في أوائل عهد الوالي محمد علي باشا، والذي اشتمل على القرى التي وردت في كتاب «التحفة السنية» مضافًا إليها أسماء القرى المصرية التي استجدت في ترابيع سنة 933 هـ وما بعدها حتى سنة 1224 هـ، فاستنتج بذلك أسماء القرى التي استجدت في التربيع العثماني.
وكانت الترابيع قوائم من الورق مربعة الشكل تكتب فيها عملية مساحة كل قرية، تم ضمها إلى بعضها البعض في دفاتر، عٌرفت بدفاتر الترابيع، وكان يُعوّل عليها في تقدير الأموال الأميرية وحصر أسماء القرى في العهد العثماني. وتعد الترابيع نوعًا آخر يختلف عن المربعات التي كان يُعتمد عليها في العصر المملوكي. فالمربعة وثيقة مربعة الشكل تُعطى لكل صاحب إقطاع يُثبت فيها اسمه ومقدار إقطاعه(2)(3).

## تغييرات التقسيم الإداري
- تم عمل حصر جديد للأراضي الزراعية وما تجبيه من الخراج، وفيه قسمت الأراضي الواسعة إلى قرى صغيرة لكل ناحية زمام خاص بها، فزاد عدد القرى وعلى الأخص في الصعيد عن قرى الروك الناصري.[2]
- ألغيت الأعمال المملوكية وأبدل بها الولايات. وقسم القطر المصري إلى 13 ولاية (6 قبلي، و 7 بحري).
- إنشاء ولاية جرجا وضمت أعمال الأسيوطية والأخميمية والقوصية.
- إنشاء ولاية الجيزة بعد فصل الأعمال الجيزية من الصعيد وإلحاقه بالوجه البحري.
- أصبح الوجه البحري يضم ولايات: القليوبية والشرقية والدقهلية والغربية والمنوفية والبحيرة والجيزة.
- أصبح الوجه القبلي يضم ولايات: الاطفيحية والفيومية والبهنساوية والأشمونين والمنفلوطية وجرجا.
- هذا بخلاف 6 محافظات هي: الإسكندرية ورشيد ودمياط والعريش والسويس والقصير.
- بلغ عدد النواحي 2917 ناحية وبذلك زاد 634 قرية عن بلاد الروك الناصري منها 451 ناحية استجدت في الصعيد و183 في الوجه البحري.[2]

## الترتيب الإداري
أصبح على رأس كل ولاية كاشف (حاكم)، وعلى رأس كل محافظة محافظ، ورأس القاهرة (مقر الوالي التركي) شيخ البلد، وهو كبير أمراء المماليك الذي كان يحمل لقب سنجق.

## الكشوفيات
أنشئت الكشوفيات في التربيع العثماني وكانت بمثابة الكور الصغرى أو أكبر مساحة. وقد سجل فانسليب في رحلته 36 كشوفية، يرأس كل منها كاشف، كانت مُقسّمة إلى:
- 24 كشوفية في الصعيد (ولاية جرجا).
- 6 كشوفيات في مصر الوسطى.
- 6 كشوفيات في الوجه البحري.

## تدوين الحملة الفرنسية
دونت الحملة الفرنسية في كتاب وصف مصر 16 إقليما إداريا، نصفها في الوجه القبلي والنصف الآخر في الوجه البحري، على النحو التالي:

### الوجه القبلي
1. إقليم طيبة أو قنا: من الكلابشة قبلي الشلال إلى فاو بحري دشنا.
2. إقليم جرجا: من الرئيسية بمركز دشنا إلى شندويل بمركز سوهاج.
3. إقليم أسيوط: من باصونه بحري صليبه السمارنه إلى نزالي جانوب بالقوصية.
4. إقليم المنيا: من القوصية إلى إطسا بمركز سمالوط.
5. إقليم بني سويف: من البيهو بمركز سمالوط إلى آخر حدود مركز الواسطي البحرية.
6. إقليم  الفيوم: بحدودها الحالية.
7. إقليم أطفيح: في البر الشرقي للنيل: من المطاهرة البحرية بمركز المنيا إلى دير الطين (البساتين) قبلي مصر القديمة.
8. إقليم الجيزة: من مركز العياط بأكمله إلى أبو الخاوي بمركز كوم حمادة.

### الوجه البحري
1. إقليم قليوب: من أثر النبي إلى بحر مويس بمركز بنها.
2. إقليم الشرقية: بحدودها لغاية سنة 1912 أي قبل إنشاء مركز بنها.
3. إقليم المنصورة: من أسنيت بمركز بنها إلى المحالبة بمركز المنزلة.
4. إقليم دمياط: مركز فارسكور والمنزلة من الدقهلية ماعدا الكردي إلى الجمالية ومركز شربين والنصف البحري من مركز طلخا بالغربية.
5. إقليم الغربية: بحدودها القديمة قبل تعديل سنة 1898 ما عدا مركز شربين وبحري طلخا.
6. إقليم منوف: حسب حدودها القديمة قبل سنة 1897.
7. إقليم رشيد: مركز فوه والنصف البحري من دسوق من كفر الشيخ والمحمودية من البحيرة.
8. إقليم البحيرة: بحدودها ماعدا مركز رشيد.

كما قام الفرنسيون بتقليص عدد أقاليم الوجه البحري لثمانية بعد أن كانت 11 إقليما، ولغوا إقليم نستراوه الممتد على ساحل البحر الأبيض المتوسط وأضافوا جزئه الغربي إلى رشيد الذي جعل بدلا من إقليم فوه، وضموا باقي إقليم نستراوه لإقليم الغربية، وأضيف الجزء الشمالي الشرقي من إقليم الغربية، والشمالي الغربي من إقليم الدقهلية إلى دمياط. وأضافوا ثغر الإسكندرية إلى البحيرة، وأضافوا ضواحي القاهرة إلى إقليم القليوبية، ثم أضافوا الجزء الجنوبي على شاطئ النيل الغربي حتى بلدة أبو الخاوي إلى إقليم الجيزة.